# 萬佳訊
萬佳訊控股有限公司，簡稱萬佳訊控股，以及萬佳訊（英語：MegaInfo Holdings Limited，港交所除牌時8279.HK），2003年由愛達利網絡控股有限公司，於廣東省珠海市設立，名為「珠海萬佳達軟件開發有限公司」。
現時業務在國內經營软件产品的开发、项目系统集成、历史档案录入服务等工作。曾在2004年1月19日於港交所創業板上市，而招股價為0.25港元，發行新股為1.3億股，集資額為0.325億港元。
最後因為被孫強入主，於是在2007年2月27日，被亞博科技控股有限公司取代上市，同時購回母公司股權。

## 連結
- Megasoft.cn （页面存档备份，存于）